# Зоряний шлях 5: Останній кордон
«Зоряний Шлях V. Останній кордон» (англ. Star Trek V: The Final Frontier) — п'ятий повнометражний науково-фантастичний фільм, дія якого відбувається у всесвіті Зоряного Шляху (Star Trek).
Вулканець Сайбок, наділений здатністю переконувати інших у своїй правоті, захопив владу на планеті Німбус III. Він змушує капітана Джеймса Кірка повернутися з відпустки, щоб захопити його зореліт і вирушити на пошуки місця, де, як він вірить, проживає Бог.
Прем'єра фільму відбулася: 9 червня 1989.

Бюджет фільму: 27 800 000 доларів. 

Касові збори в кінотеатрах США в рік показу: 55 210 000 доларів. 

Касові збори по всьому світу: 63 000 000 доларів.

## Сюжет
На пустельній планеті Німбус III вулканець Сайбок зустрічає бідняка і телепатично гамує його душевний біль. Він обіцяє подорож в пошуках вселенської мудрості, але йому потрібен космічний корабель. Згодом він піднімає повстання і захоплює послів, сподіваючись, що за ними пришлють зореліт. Капітан Джеймс Кірк в цей час перебуває у відпустці на Землі. Вилазячи на гору, він зривається, але його рятує Спок. Згодом вони відпочивають разом з МакКоєм біля багаття, хоча Спок не цілком розуміє людські традиції. Клінгони під командуванням генерала Корда, отримавши сигнал про допомогу з Німбуса, вирушають туди, прагнучи знайти достойного противника. Через цей випадок Кірка викликають до Зоряного Флоту.
Новий зореліт «Ентерпрайз» працює зі збоями, але все ж вирушає до Німбуса. Спок розповідає, що Сайбок — це вигнанець, який вірить, що ключ до самопізнання — емоції, а не логіка, як вважають інші вулканці. Він вважає себе пророком і володіє здатністю переконувати інших у своїй правоті. Підбираючись до столиці Німбуса, Ухура відволікає повстанців, а Кірк зі Споком розвідують, де утримують заручників. Повстанці схоплюють їх і Сайбок повідомляє, що тепер захопить «Ентерпрайз». Він впізнає Спока й намагається схилити його на свій бік, але Спок відмовляється. Команда бере повстанців на шаттл, а по прибуттю на «Ентерпрайз» атакує їх, але Спок не стріляє при нагоді в Сайбока. Згодом він зізнається, що Сайбок — його брат. Той бере під контроль людей і спрямовує зореліт до міфічної планети Ша Ка Рі, де нібито живе Бог.
Кірк, МакКой і Спок уникають впливу Сайбока. Проте лже-пророк звертається до відчуття вини МакКоя за смерть батька і позбавляє його душевного болю. Капітан сумнівається в правоті Сайбока, та все ж починає йому вірити. «Ентерпрайз» наближається до ядра галактики, оточеного Бар'єром, і опиняється біля планети. Екіпаж висаджується на поверхню.
На планеті є потужне джерело енергії, куди вирушають прибулі. Там з-під землі піднімаються скелі, приводячи до світла, що звертається до команди з вітанням. Голос називає себе Богом і запитує як «Етерпрайз» подолав Бар'єр. Істота хоче заволодіти зорельотом, обіцяючи понести мудрість по всій галактиці. Тоді Кірк запитує навіщо всемогутньому Богу корабель, що гнівить істоту. Вона атакує Кірка, що змушує і Спока з МакКоєм поставити під сумнів її божественність. Сайбок розуміє, що це не Бог, а лише істота, ув'язнена на планеті. Він затримує створіння, даючи решті час на втечу. «Ентерпрайз» стріляє в самозванця, після чого відлітає. Проте телепортери виявляються несправні і можуть забрати тільки двох. Кірк наказує телепортувати МакКоя зі Споком. В цю мить зореліт наздоганяють клінгони з вимогою видати їм Кірка. Вони забирають його на борт, та виявляється, судном командує звільнений посол, який змушує генерала Корда вибачитися перед Кірком.
Повернувшись додому, Кірк каже друзям, що якщо Бог існує, то не десь у космосі, а в серці кожної істоти. Капітан продовжує відпустку в компанії МакКоя і Спока.

## Зйомки
Оскільки Леонард Німой (раніше зняв «Зоряний шлях 4: Подорож додому» і «Зоряний шлях 3: У пошуках Спока»), не зміг виступити в ролі режисера п'ятого повнометражного фільму («Зоряний шлях 5: Останній кордон») і порекомендував на це місце Вільяма Шетнера.
Основні зйомки розпочалися у 1988 року в Лос-Анджелесі. З самого початку зйомок Вільям Шатнер вирішив внести у фільм більше реалізму.
Paramount Pictures очікували, що «Зоряний шлях 5 Останній кордон» (Star Trek 5 The Final Frontier) стане одним із найбільших кінофільмів у літньому сезоні. Але ринок був переповнений блокбастерами, такими як «Індіана Джонс та останній хрестовий похід» (Indiana Jones and the Last Crusade), «Мисливці на привидів 2» (Ghostbusters II) і «Бетмен» (Batman).

## Відгуки
Критики, як правило, давали погані відгуки фільмові. Він має рейтинг 22 % на «Rotten Tomatoes».

## Нагороди та номінації
Фільм отримав 2 антипремії «Золота малина» — найгірший фільм і найгірший актор (Вільям Шатнер).

## У ролях
- Вільям Шатнер — контр-адмірал Джеймс Тиберій Кірк
- Леонард Німой — командер Спок
- Дефорест Келлі — командер, доктор Леонард «Боунз» Маккой
- Джеймс Духан — командер, головний інженер Монтгомері «Скотті» Скотт
- Нішель Ніколс — лейтенант-командер Ухура
- Джордж Такеі — лейтенант-командер Хікару Сулу
- Волтер Кеніг — лейтенант Павел Чехов
- Лауренс Лукінбіл — Сайбок
- Девід Ворнер — посол Джон Талбот
- Чарльз Купер — генерал Корд
- Тод Браян — капітан Клаа
- Джордж Мардок — бог